# 丽江古城文昌宫
丽江古城文昌宫，位于中国云南省丽江市古城区大研街道新华社区狮子山。文昌宫创建于清雍正三年（1725年），道光十一年（1831年）迁至狮子山。咸丰、同治年间，文昌宫毁于战乱。光绪三年（1878年），重建大殿。
2023年3月30日，丽江古城文昌宫公布为第四批丽江市文物保护单位。